# Tom Segura

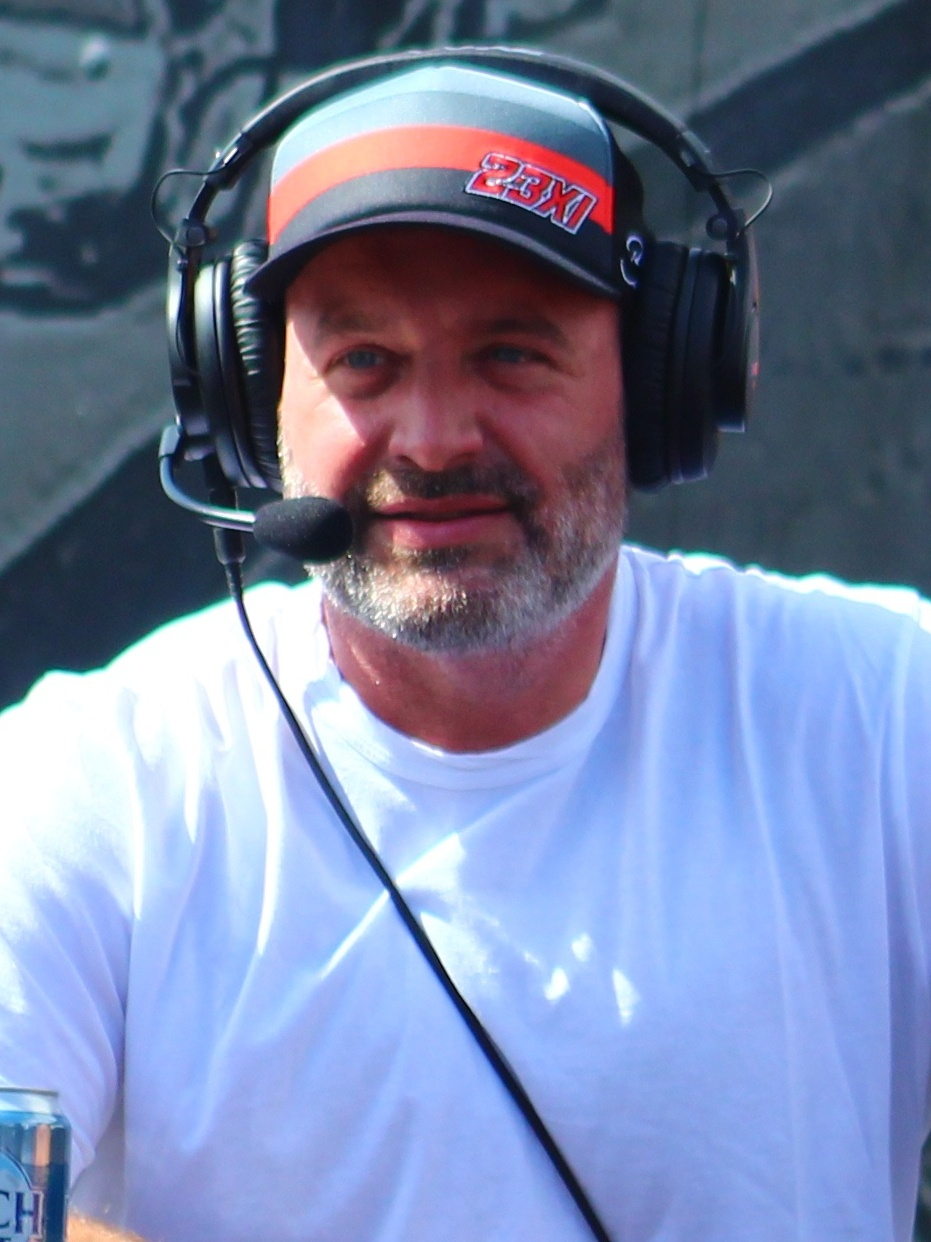
Tom Segura am Daytona International Speedway 2023

Thomas Weston Segura (* 16. April 1979 in Cincinnati) ist ein amerikanischer Stand-up-Comedian, Autor, Schauspieler und Podcaster. Segura betreibt mit seiner Frau Christina Pazsitzky den Podcast Your Mom’s House. Tom Segura ist zudem Co-Moderator des Podcasts Two Bears One Cave zusammen mit dem Komiker Bert Kreischer.

## Leben
Segura wurde in Cincinnati, Ohio geboren. Seine Mutter ist peruanischer Abstammung.
Er ist seit 2008 verheiratet und hat zwei Kinder.

## Karriere
Segura begann kurz nach seinem Abschluss mit Stand-up-Comedy. In den ersten Jahren betätigte er sich abends als Comedian, während er tagsüber andere Jobs innehatte.
2018 schlossen Segura und Pazsitzky einen Fernsehvertrag mit CBS ab, der ihnen die Produktion eines Pilotfilms für ihre Serie The Little Things zusagte. Seguras viertes Special für Netflix, Ball Hog, wurde am 24. März 2020 uraufgeführt, und ein spanischsprachiges Special war für den Herbst 2020 geplant, bevor die COVID-19-Pandemie ausbrach. Seguras fünftes Netflix-Comedy-Special, Sledgehammer, wurde am 4. Juli 2023 uraufgeführt.
Er ist ein häufiger Gast im Podcast The Joe Rogan Experience von Joe Rogan.

## Filmografie (Auswahl)
- 2009: Cutman (Fernsehserie)
- 2013: 9 Inches (Kurzfilm)
- 2018: Plötzlich Familie
- 2019: Countdown